# Moritz Hinnenkamp
Moritz Hinnenkamp (* 21. Mai 2002 in Lingen (Ems)) ist ein deutscher Fußballspieler.

## Karriere
Nach seinen Anfängen in der Jugend des ASV Altenlingen wechselte er im Sommer 2015 in die Jugendabteilung des SV Meppen. Dort wurde er zu Beginn der Saison 2021/22 in den Profikader der Meppener in der 3. Liga aufgenommen.
Am 12. Dezember 2021, dem 19. Spieltag, kam er beim 3:0-Heimsieg gegen den FC Viktoria 1889 Berlin zu seinem Profidebüt, als er in der 88. Spielminute für David Blacha eingewechselt wurde.
Im Sommer 2022 wechselte er in die Regionalliga West zur SG Wattenscheid 09.